# スローモーション
スローモーション（英: slow motion）とは、映像を現実よりも遅い速度で再生することにより、動きをゆっくりと見せる技術である。高速度撮影やフレームレートの調整を通じて実現され、映像表現のほか科学実験や工業検査、スポーツ解析など幅広い分野で利用される。  

## 技術的原理
映像は連続する静止画（フレーム）を一定速度（フレームレート）で再生することで動きを表現するものである。一般的な映画は1秒間に24コマ、テレビは30コマの速度で再生されるが、これらの速度で通常撮影した素材をそのまま遅く再生すると動きが飛び飛びに見え、滑らかさを欠くという欠点がある。そのため、滑らかなスローモーション映像を得るには、再生速度分だけ多くのフレームを撮影する必要がある。これを実現する手段として、高速度撮影（ハイスピード撮影）により1秒間に通常よりも多いコマ数、場合によっては数百〜数千コマを記録する方法が採用されることが一般的である。  

## 歴史
スローモーション効果を意図的に用いた最初期の試みは1920年代の映画実験に遡る。モーション・ピクチャー黎明期には撮影機の回転速度を調整することでスローモーションを得ようとする手法が試みられた。その後、専用のハイスピードカメラが開発され、映画分野にとどまらず軍事、科学研究、産業用途へ応用が拡大した。  

## 映画表現への応用

### サム・ペキンパー
「最後の西部劇監督」と称される、サム・ペキンパー監督は、『ワイルド・バンチ』（1969年）などで激しい暴力描写をスローモーションで演出し、その残酷性と同時に美的側面を強調する表現を確立した。この手法によって暴力場面に詩情的かつ彫刻的な印象を付与し、後進のアクション映画監督に大きな影響を与えた。  

### ジョン・ウー
香港出身のジョン・ウー監督は、『フェイス/オフ』（1997年）などハリウッド進出作で、白い鳩の飛翔や二挺拳銃の乱射、男同士の対決シーンにスローモーションを多用し、ダイナミックかつ詩的な銃撃戦演出を確立した。これらの演出は東西混合のアクション様式として評価された。  

### ブライアン・デ・パルマ
ブライアン・デ・パルマ監督はアルフレッド・ヒッチコックへのオマージュを込めた演出の中でスローモーションを用いる。『ドレスド・トゥ・キル』（1980年）などでは、流麗ながら不穏な雰囲気を醸成する映像手法として高く評価されている。  

## 関連技術・現象
- ハイスピードカメラ
- バレットタイム
- タキサイキア現象